# Pteroconium intermedium
Pteroconium intermedium är en svampart som beskrevs av M.B. Ellis 1976. Pteroconium intermedium ingår i släktet Pteroconium och familjen Apiosporaceae.   Inga underarter finns listade i Catalogue of Life.